# Cuthona speciosa
Cuthona speciosa is een slakkensoort uit de familie van de Cuthonidae. De wetenschappelijke naam van de soort is voor het eerst geldig gepubliceerd in 1954 door Macnae.